# Mammillaria geminispina
Espèce
Mammillaria geminispina est une espèce de plantes à fleurs de la famille des Cactaceae (sous-famille des Cactoideae, tribu des Cacteae). C'est un cactus trouvé au Mexique.

## Synonymes
Il existe de nombreux synonymes, incluant:
- Cactus geminispinus (Haw.) Kuntze, Revis. Gen. Pl. 1: 260. 1891 syn. sec. Hunt 2016
- Neomammillaria geminispina (Haw.) Britton & Rose, Cactaceae 4: 98–99. 1923 syn. sec. Korotkova 2021
- Cactus columnaris Moc. & Sessé ex DC., Prodr. 3: 459. 1828 syn. sec. Kew WCVP (2019)
- Mammillaria elegans DC. in Mém. Mus. Hist. Nat. 17: 11. 1828 syn. sec. Tropicos
- Cactus elegans (DC.) Kuntze, Revis. Gen. Pl. 1: 260. 1891 syn. sec. Kew WCVP (2019)